# 궁수자리-용골자리 팔

우리 은하의 관측된 나선팔 구조

궁수자리-용골자리 팔(Carina-Sagittarius Arm) 또는 궁수자리 팔(Sagittarius Arm)은 우측 은하계 나선팔의 구조 그림에서 보이듯 두 개의 주요 나선팔인 바깥쪽의 방패-센타우르스자리 팔(Scutum-Centaurus Arm)과 안쪽의 페르세우스자리 팔(Perseus Arm) 사이에 위치한다. 지구에서 봤을 때 은하 중심부근의 궁수자리 쪽으로 보이므로 이러한 이름이 붙여졌다.
은하계가 예전에 나선은하로 알려져 있었으나 2005년 NASA의 스피처 우주 망원경의 관측 결과에 따라 약 3천 킬로파섹 크기의 막대 구조가 있는 막대나선은하라고 밝혀졌으며 두 개의 주요 팔과 여러개의 작은 팔들로 구성된다.

## 주요 천체
여러 개의 메시에 천체를 비롯한 다른 관측거리가 존재한다.
- M8 (천체)
- M11 (천체)
- M16 (천체)
- M17 (천체)
- M18 (천체)
- M20 (천체)
- M21 (천체)
- M24 (천체)
- M26 (천체)
- M55 (천체)
- NGC3372 (천체)

## 같이 보기
- 방패-센타우르스자리 팔
- 페르세우스자리 팔
- 오리온자리 팔